# Diocesi di Memphis
La diocesi di Memphis (in latino: Dioecesis Memphitana in Tennesia) è una sede della Chiesa cattolica negli Stati Uniti d'America suffraganea dell'arcidiocesi di Louisville. Nel 2021 contava 61.360 battezzati su 1.580.690 abitanti. È retta dal vescovo David Prescott Talley.

## Territorio
La diocesi comprende le seguenti contee nella parte occidentale del Tennessee, negli Stati Uniti d'America: Benton, Carroll, Chester, Crockett, Decatur, Dyer, Fayette, Gibson, Hardeman, Hardin, Haywood, Henderson, Henry, Lake, Lauderdale, Madison, McNairy, Obion, Shelby, Tipton e Weakley.
Sede vescovile è la città di Memphis, dove si trova la cattedrale dell'Immacolata Concezione (Cathedral of The Immaculate Conception).
Il territorio si estende su 27.585 km² ed è suddiviso in 40 parrocchie.

## Storia
La diocesi è stata eretta il 20 giugno 1970 con la bolla Quoniam complurium di papa Paolo VI, ricavandone il territorio dalla diocesi di Nashville.
La diocesi è stata coinvolta nello scandalo dell'abuso su un minore di 14 anni da parte del sacerdote domenicano Juan Carlos Duran, il quale aveva alle spalle diverse accuse per molestie, tanto da essere stato già espulso dai francescani. Nel 2009 la diocesi di Memphis e l'Ordine domenicano hanno accettato di pagare 2 milioni di dollari alla vittima.

## Cronotassi dei vescovi
Si omettono i periodi di sede vacante non superiori ai 2 anni o non storicamente accertati.
- Carroll Thomas Dozier † (12 novembre 1970 - 27 luglio 1982 dimesso)
- James Francis Stafford (17 novembre 1982 - 3 giugno 1986 nominato arcivescovo di Denver)
- Daniel Mark Buechlein, O.S.B. † (20 gennaio 1987 - 14 luglio 1992 nominato arcivescovo di Indianapolis)
- James Terry Steib, S.V.D. (24 marzo 1993 - 23 agosto 2016 ritirato)
- Martin David Holley (23 agosto 2016 - 24 ottobre 2018 sollevato)[2]
- David Prescott Talley, dal 5 marzo 2019

## Statistiche
La diocesi nel 2021 su una popolazione di 1.580.690 persone contava 61.360 battezzati, corrispondenti al 3,9% del totale.
| anno | popolazione | popolazione | popolazione | presbiteri | presbiteri | presbiteri | presbiteri                | diaconi | religiosi | religiosi | parrocchie |
| anno | battezzati  | totale      | %           | numero     | secolari   | regolari   | battezzati per presbitero | diaconi | uomini    | donne     | parrocchie |
| ---- | ----------- | ----------- | ----------- | ---------- | ---------- | ---------- | ------------------------- | ------- | --------- | --------- | ---------- |
| 1976 | 42.698      | 1.250.000   | 3,4         | 65         | 41         | 24         | 656                       | 2       | 88        | 159       | 31         |
| 1980 | 47.188      | 1.280.000   | 3,7         | 77         | 53         | 24         | 612                       | 21      | 81        | 173       | 35         |
| 1990 | 53.880      | 1.407.500   | 3,8         | 84         | 66         | 18         | 641                       | 30      | 69        | 134       | 43         |
| 1999 | 60.804      | 1.438.524   | 4,2         | 75         | 65         | 10         | 810                       | 25      | 48        | 84        | 42         |
| 2000 | 63.006      | 1.438.524   | 4,4         | 88         | 77         | 11         | 715                       | 24      | 56        | 91        | 42         |
| 2001 | 65.939      | 1.455.808   | 4,5         | 83         | 73         | 10         | 794                       | 50      | 59        | 90        | 42         |
| 2002 | 64.944      | 1.455.808   | 4,5         | 73         | 62         | 11         | 889                       | 53      | 58        | 80        | 47         |
| 2003 | 65.779      | 1.455.808   | 4,5         | 74         | 62         | 12         | 888                       | 52      | 53        | 82        | 47         |
| 2004 | 65.779      | 1.455.808   | 4,5         | 74         | 62         | 12         | 888                       | 52      | 54        | 86        | 47         |
| 2013 | 77.800      | 1.595.650   | 4,9         | 82         | 66         | 16         | 948                       | 50      | 43        | 51        | 42         |
| 2016 | 65.152      | 1.570.077   | 4,1         | 84         | 72         | 12         | 775                       | 47      | 36        | 39        | 47         |
| 2019 | 60.740      | 1.564.700   | 3,9         | 86         | 75         | 11         | 706                       | 70      | 31        | 28        | 46         |
| 2021 | 61.360      | 1.580.690   | 3,9         | 86         | 77         | 9          | 713                       | 60      | 27        | 26        | 40         |